# Erik Asklund
Erik Asklund (Estocolm, 1908 — 1980) va ser un novel·lista suec. Part de la seva obra és de tipus autobiogràfic, i descriu en gran part la vida els barris humils de la ciutat d'Estocolm, especialment Manne, un barri obrer al sud de la ciutat.

## Obres
- Manne (1949)
- Röd skjorta (‘Camisa roja’, 1951)
- Mormon Boy (1951)
- Yngling i spegel (‘Noi al mirall', 1955)
- Kvarteret Venus (‘El barri de Venus', 1957).